# 아시안 게임 다이빙
아시안 게임 다이빙은 아시안 게임에서 다이빙으로 경기를 겨루는 아시안 게임 경기 종목이다. 다이빙은 1951년에 아시안 게임 정식 종목으로 처음 채택되었다. 

## 세부종목
- 남자 1m 스프링보드
- 남자 3m 스프링보드
- 남자 10m 플랫폼
- 남자 3m 싱크로나이즈 스프링보드
- 남자 10m 싱크로나이즈 플랫폼
- 여자 1m 스프링보드
- 여자 3m 스프링보드
- 여자 10m 플랫폼
- 여자 3m 싱크로나이즈 스프링보드
- 여자 10m 싱크로나이즈 플랫폼

## 메달 집계
| 순위 | 국가                   | 금메달 | 은메달 | 동메달 | 합계 |
| ---- | ---------------------- | ------ | ------ | ------ | ---- |
| 1    | 중화인민공화국         | 70     | 49     | 3      | 122  |
| 2    | 일본                   | 17     | 21     | 32     | 70   |
| 3    | 인도                   | 2      | 1      | 2      | 5    |
| 4    | 대한민국               | 1      | 5      | 13     | 19   |
| 5    | 인도네시아             | 1      | 1      | 4      | 6    |
| 6    | 이스라엘               | 1      | 1      | 0      | 2    |
| 7    | 말레이시아             | 0      | 7      | 14     | 21   |
| 8    | 조선민주주의인민공화국 | 0      | 6      | 11     | 17   |
| 9    | 이란                   | 0      | 1      | 3      | 4    |
| 10   | 태국                   | 0      | 0      | 3      | 3    |
| 11   | 중화 타이베이          | 0      | 0      | 2      | 2    |
| 11   | 카자흐스탄             | 0      | 0      | 2      | 2    |
| 13   | 마카오                 | 0      | 0      | 1      | 1    |
| 13   | 필리핀                 | 0      | 0      | 1      | 1    |
| 합계 | 합계                   | 92     | 92     | 91     | 275  |